# Kaplica Matki Bożej Dobrej Rady w Żejtunie
Kaplica Matki Bożej Dobrej Rady (malt. Il-kappella tal-Madonna tal-Bon Kunsill, ang. Chapel of Our Lady of Good Counsel) – rzymskokatolicka prywatna kaplica w Żejtunie na Malcie. Kaplica jest własnością rodziny Testaferrata Bonici.

## Historia
Kaplica została zbudowana przez markiza Enrico (Neriko) Testaferratę Boniciego, sędziego w Valletcie, około 1753 roku. Pozwolenie na jej budowę zostało wydane 7 kwietnia 1753 roku. Kaplica została dobudowana do Palazzo Gregorio Bonici.
Kaplicę konsekrował arcybiskup Paul Alphéran de Bussan. Z inicjatywy markiza Emmanuele Testaferraty Boniciego została ona podniesiona do godności bazyliki przez papieża Leona XIII i połączona z papieską bazyliką św. Jana na Lateranie. Fakt ten został w 1888 roku upamiętniony marmurową tablicą znajdującą się nad drzwiami, z łacińską inskrypcją głoszącą: „Powiązana z Najświętszą Bazyliką na Lateranie, z inicjatywy hojnego Emmanuela Testaferraty Boniciego, markiza San Vincenzo Ferreri 8 grudnia 1888 r.”.
Kaplica została poświęcona Matce Bożej Dobrej Rady 8 grudnia 1891 roku przez arcybiskupa Pietro Pace, co upamiętnione jest tablicą pamiątkową wewnątrz kaplicy.
27 grudnia 2013 kaplica została umieszczona w National Inventory of the Cultural Property of the Maltese Islands pod numerem 01914.

## Architektura

### Wygląd zewnętrzny
Barokowa fasada kaplicy charakteryzuje się prostokątnym otworem drzwiowym osadzonym w ciężkiej murowanej ramie oflankowanej pilastrami, z gzymsem wspartym na wspornikach powyżej. Pomiędzy drzwiami a gzymsem znajduje się tablica z inskrypcją, zaś ponad gzymsem umieszczony jest wykuty w kamieniu herb papieski; oba te elementy upamiętniają powiązanie kaplicy z papieską bazyliką na Lateranie. Nad herbem prostokątne okno. W narożach fasadę otaczają z każdej strony po dwa dekoracyjne pilastry kompozytowe, podtrzymujące ciężki gzyms biegnący poziomo przez całą fasadę. Centralnie, na szczycie nad gzymsem, znajduje się medalion z przedstawieniem Madonny z Dzieciątkiem Jezus, ujęty w girlandę podpiętą do pilastrów, które podtrzymują ciężki półkolisty fronton. Jakiś czas temu w zwieńczeniu fasady, po bokach szczytu, znajdowały się figury apostołów Piotra i Pawła, zaś na szczycie frontonu krzyż papieski.
Na dzwonnicy kaplicy znajduje się zestaw dzwonów.

### Wnętrze kaplicy
W kaplicy znajdują się trzy ołtarze, nad nimi obrazy: Święty Giuseppe Labre pędzla Giuseppe Calleji, Święty Wincenty Ferreriusz i Święty Antoni Padewski autorstwa Giuseppe Calìego. Wykonanie większości dekoracji zlecił Manuel Testaferrata Bonici. Wnętrze zostało udekorowane najlepszym marmurem, najlepsi artyści tamtych czasów pomalowali kopułę oraz wykonali szereg obrazów do kaplicy. Jest tam wiele inskrypcji, odnoszących się do  dekoracji i upiększeń wykonanych przez różne pokolenia rodziny Testaferrata Bonici.
Większość wystroju kaplicy została w późniejszym okresie skradziona. Kaplicę można odwiedzić podczas nowenny odmawianej corocznie od połowy kwietnia do 26 kwietnia oraz podczas święta Matki Bożej Dobrej Rady (26 kwietnia), które jest świętem liturgicznym.